# Estetino
Estetino (em polonês/polaco:  Szczecin, em cassúbio:  Szczecëno, em alemão Stettin, em latim Sedinum ou Stetinum) é uma cidade da Polônia, na voivodia da Pomerânia Ocidental. Estende-se por uma área de 300,55 km², com 402 100 habitantes, segundo os censos de 2019, com uma densidade de 1347,1 hab/km².
É uma cidade com direitos de condado e a capital da voivodia da Pomerânia Ocidental. Localiza-se no noroeste do país, nas margens do rio Oder.
No século VII-VI a.C.. houve um assentamento do período da cultura lusaciana. O monumento mais importante é o castelo dos antigos príncipes da Pomerânia. A família dos príncipes eslavos foi nomeada Gryfici. No século XIII, Estetino tornou-se uma cidade hanseática. Em 1570, o Tratado de Estetino foi assinado terminando a Guerra Nórdica dos Sete Anos. Nos anos 1637-1720, a cidade estava sob o domínio da Suécia, depois a Prússia e a Alemanha. Foi a capital da Pomerânia alemã até 1945 quando foi incorporada em território polaco. Hoje é uma importante cidade portuária e um centro de cultura e ciência. 11 de junho de 1987, o Papa João Paulo II visitou a cidade. A cidade é patrocinadora e anfitriã da regata de grandes veleiros The Tall Ships’ Races.

## Trivialidades
A cidade é mundialmente famosa por ser a terra natal da Imperatriz russa Catarina II.
A cidade está localizada na Roteia Européia do Tijolo Gótico (European Route of Brick Gothic, EuRoB).
Estetino e região tem um monte de pratos locais, por exemplo empada de Estetino (pasztecik szczeciński), uma espécie de massa frita recheada com carne, ovos, cogumelos ou queijo. O primeiro restaurante servindo este prato foi estabelecido em 1969, na avenida Wojska Polskiego 46, no centro da cidade. A partir do ano 2015, 20 de outubro é celebrado como o Dia da empada de Estetino.
Muitos pomeranos emigraram ao Brasil durante o século XIX, e hoje seus descendentes são parcela considerável em Santa Catarina em especial na cidade de Pomerode. Em 2000, uma cópia do portão de tijolos do porto marítimo em Estetino foi aberta em Pomerode. Este é um símbolo da memória de Pomerode da região Pomerânia e sua capital Estetino.

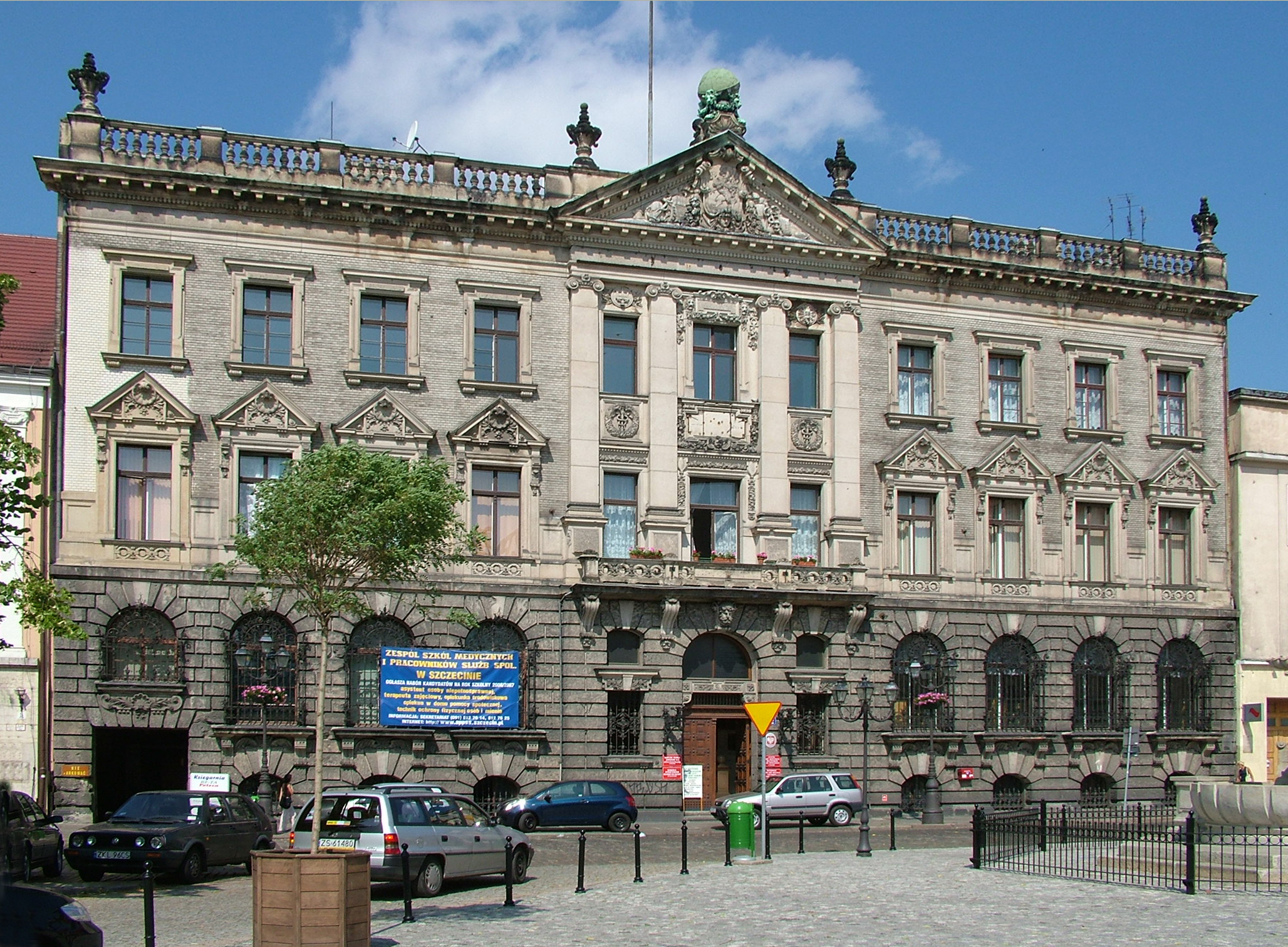
Palácio de Grumbkow em Estetino, onde nasceu Maria Feodorovna (Sofia Doroteia de Württemberg)

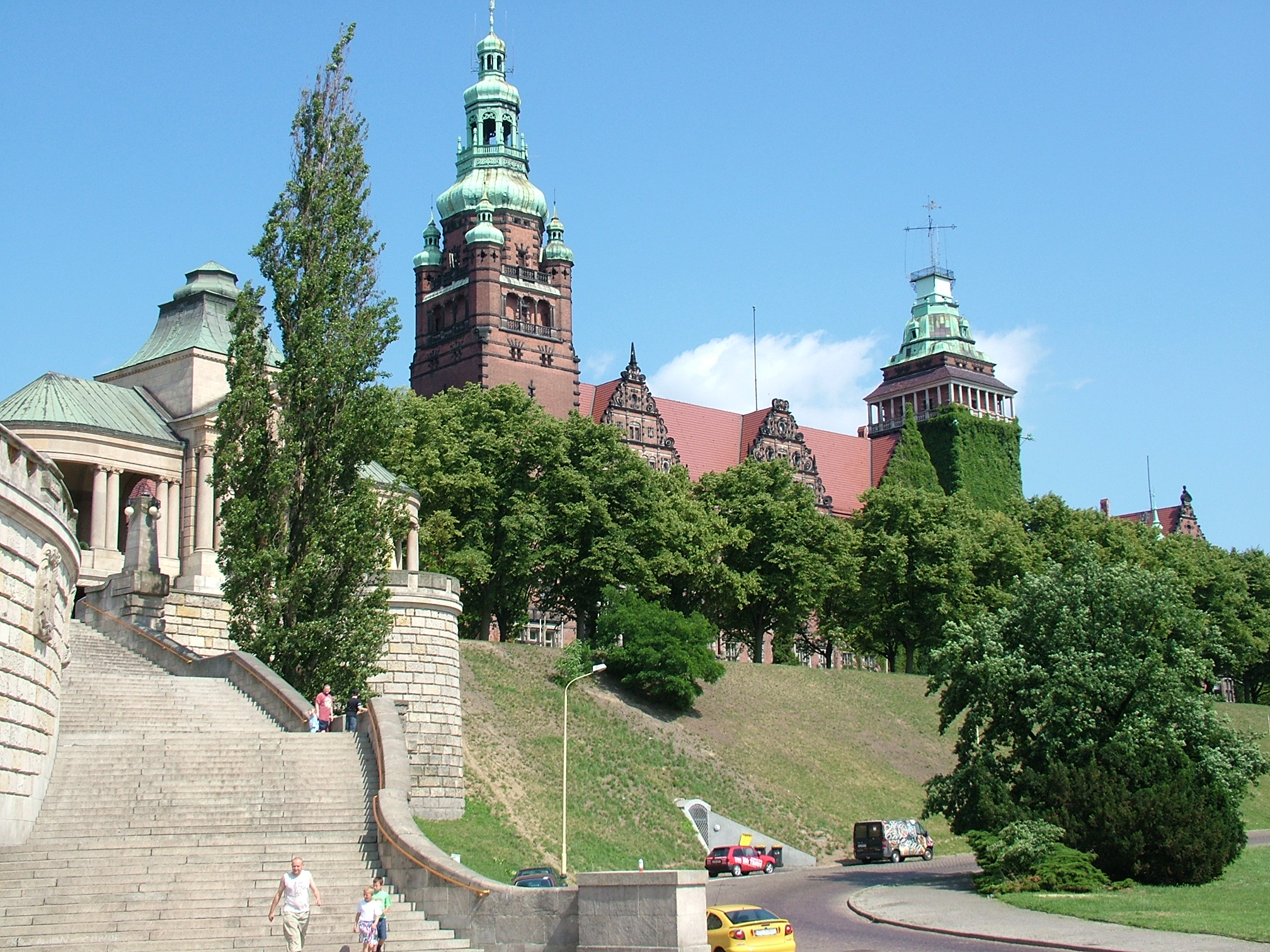
Escritório provincial em Szczecin - da voivodia da Pomerânia Ocidental

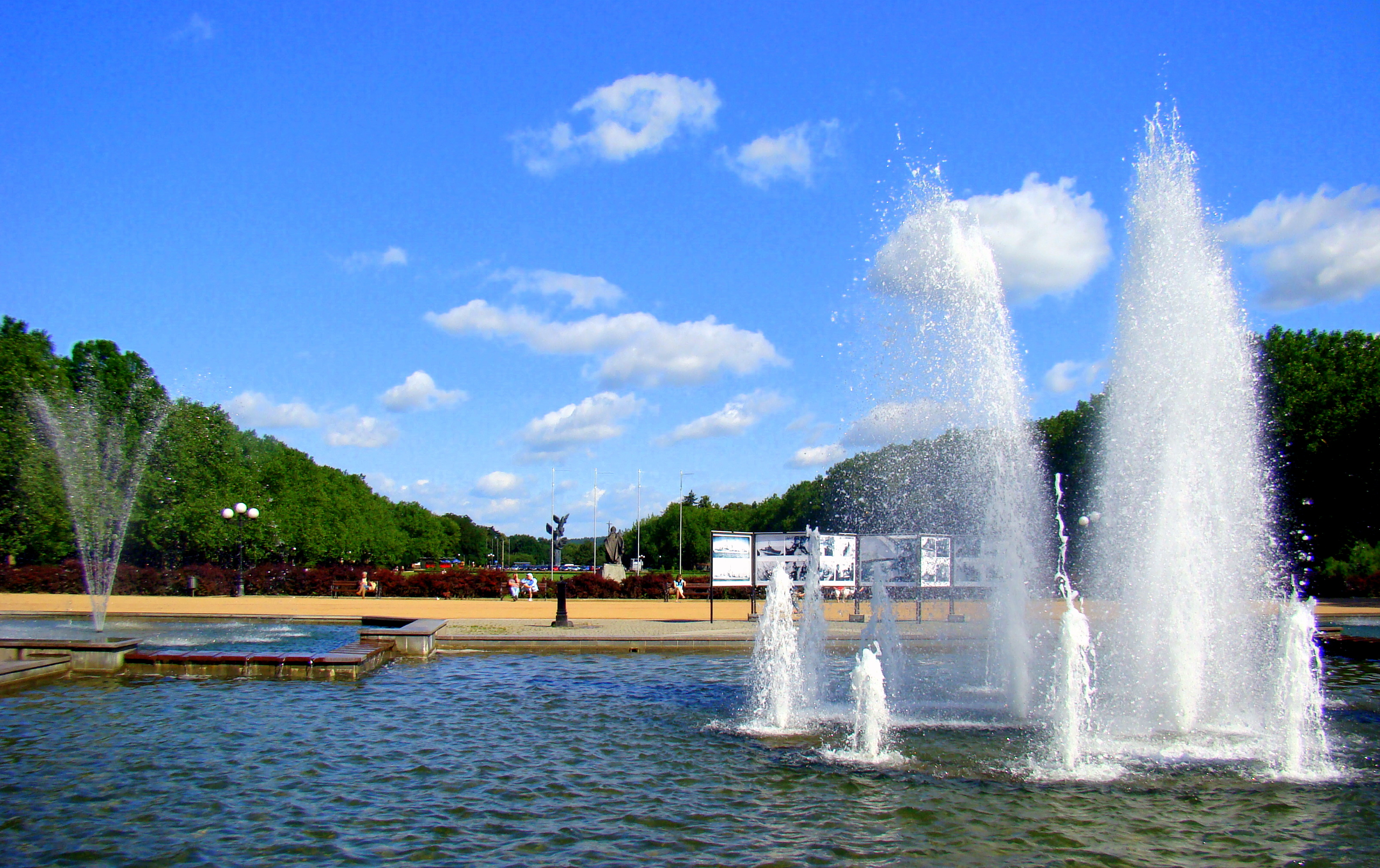
Quadrado chamado Jasne Błonia

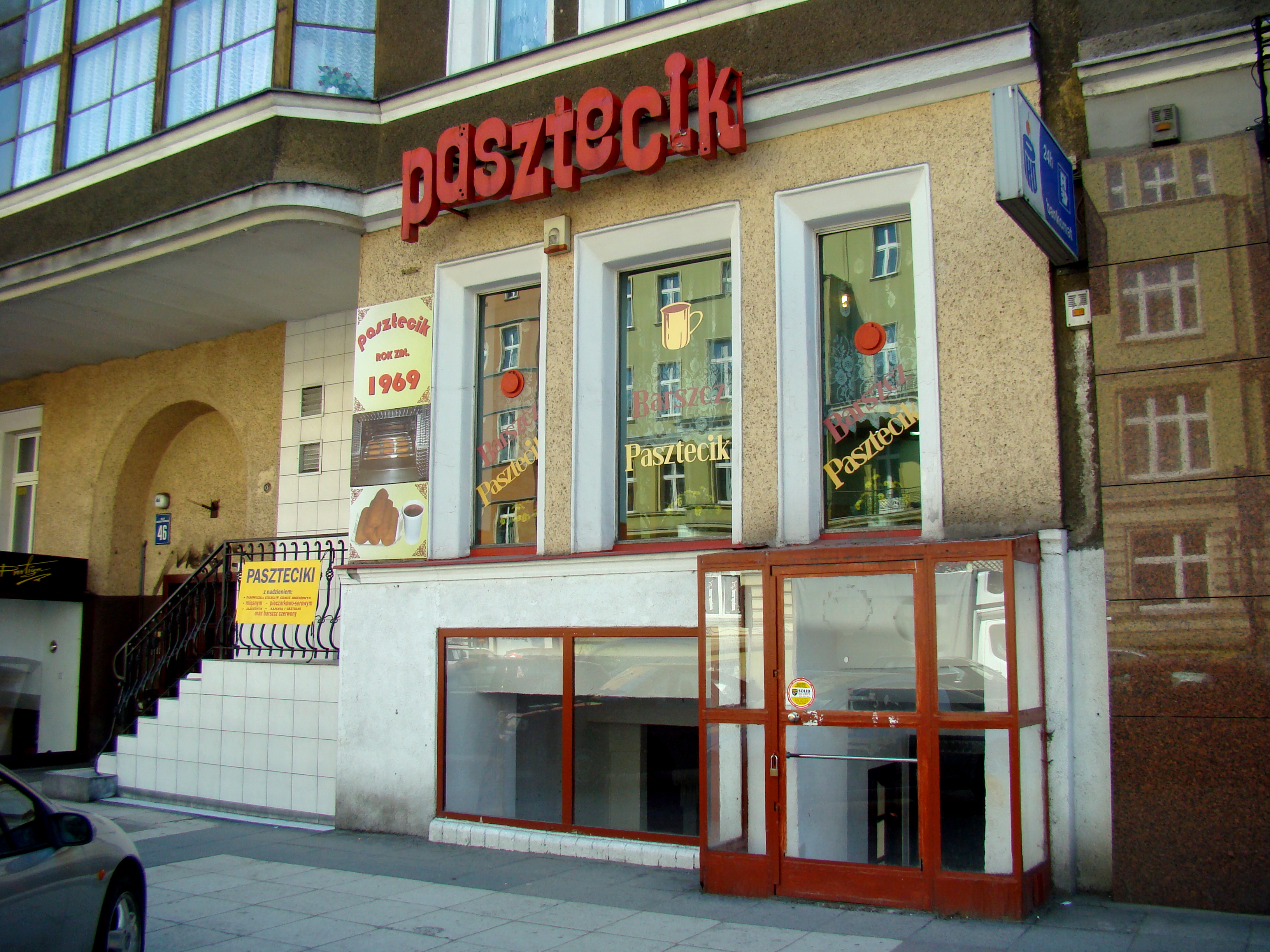
O primeiro restaurante servindo empada de Estetino, avenida Wojska Polskiego 46

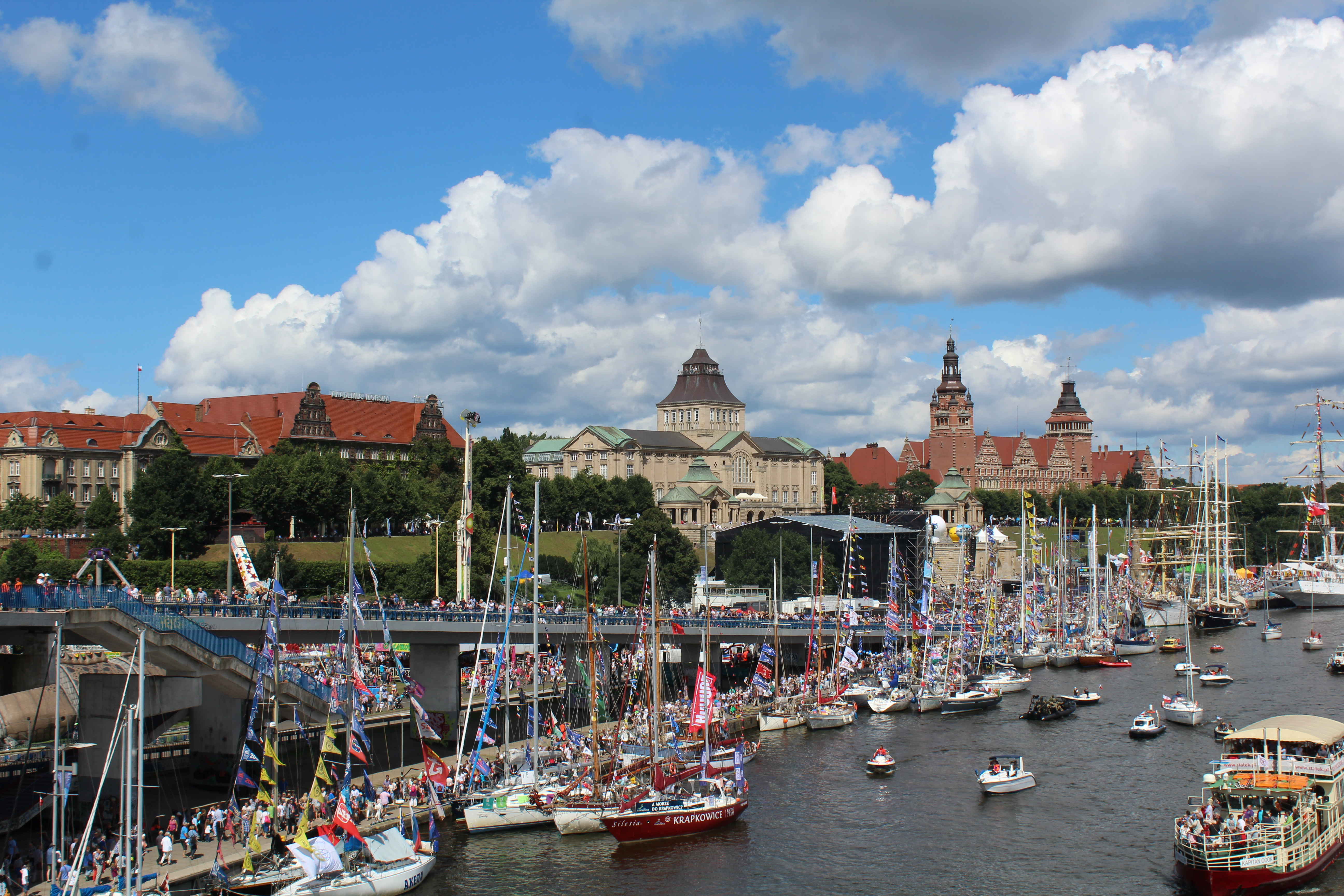
Corrida de veleiros, The Tall Ships’ Races 2017
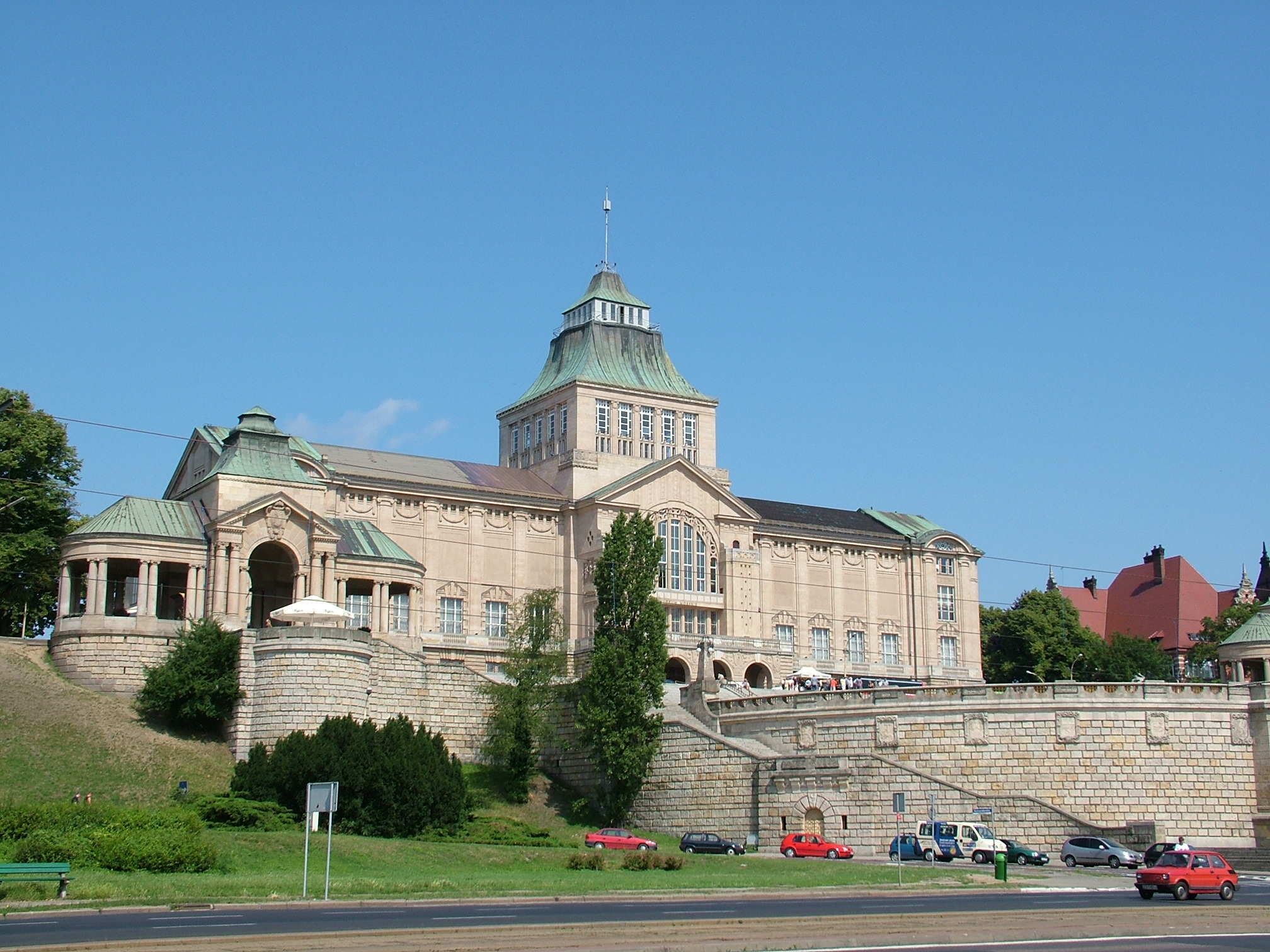
Museu Marítimo
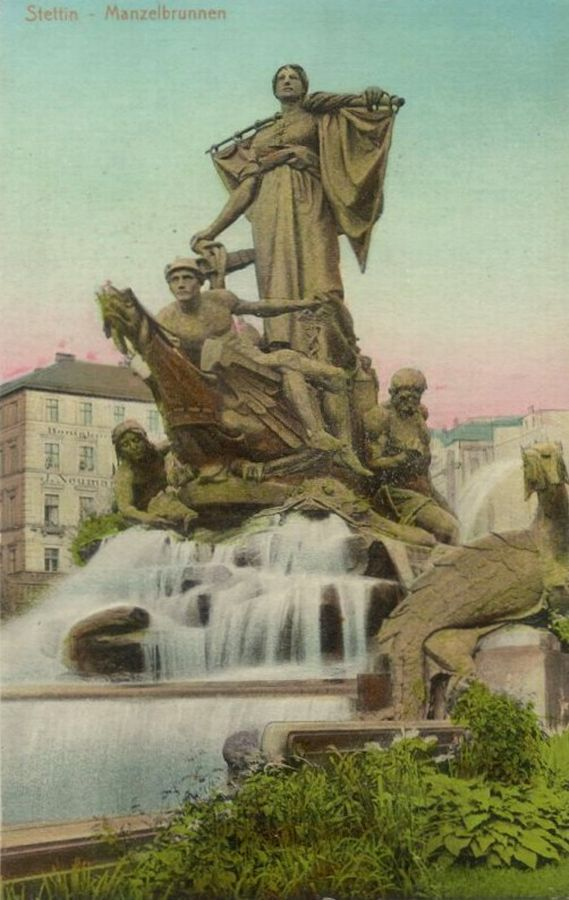
O monumento de Sedina (1899-1913)
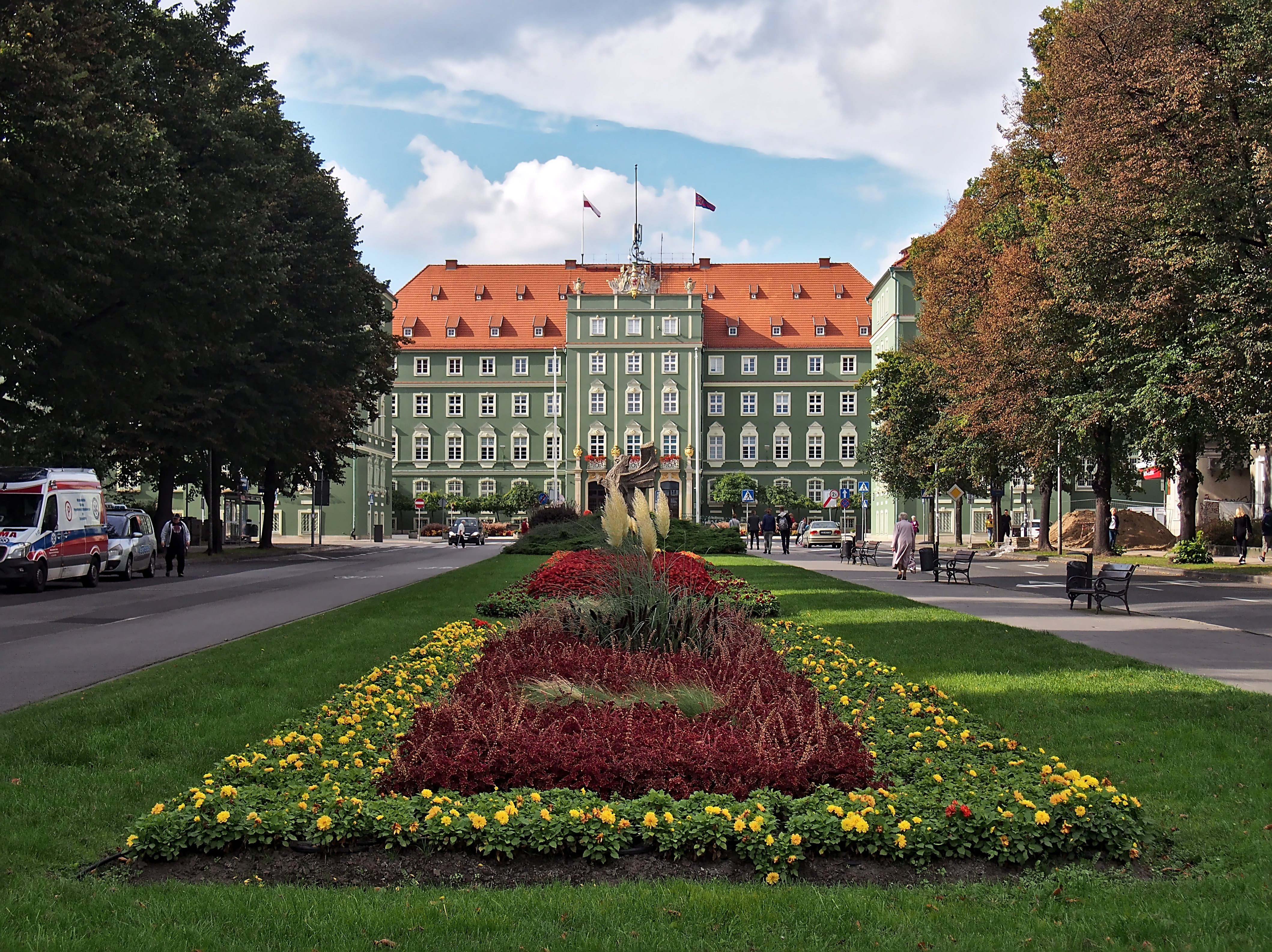
Prefeitura
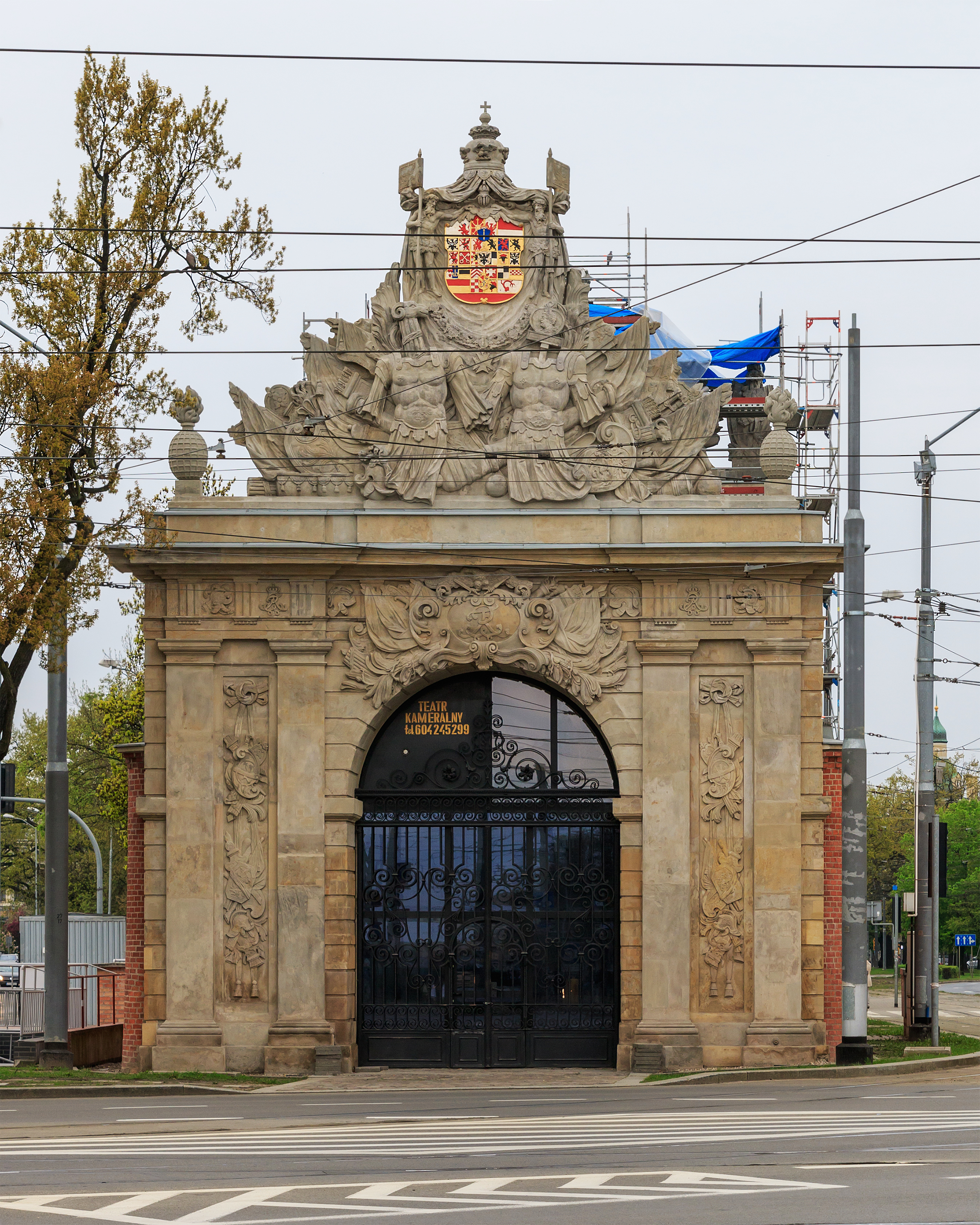
Portão do Porto
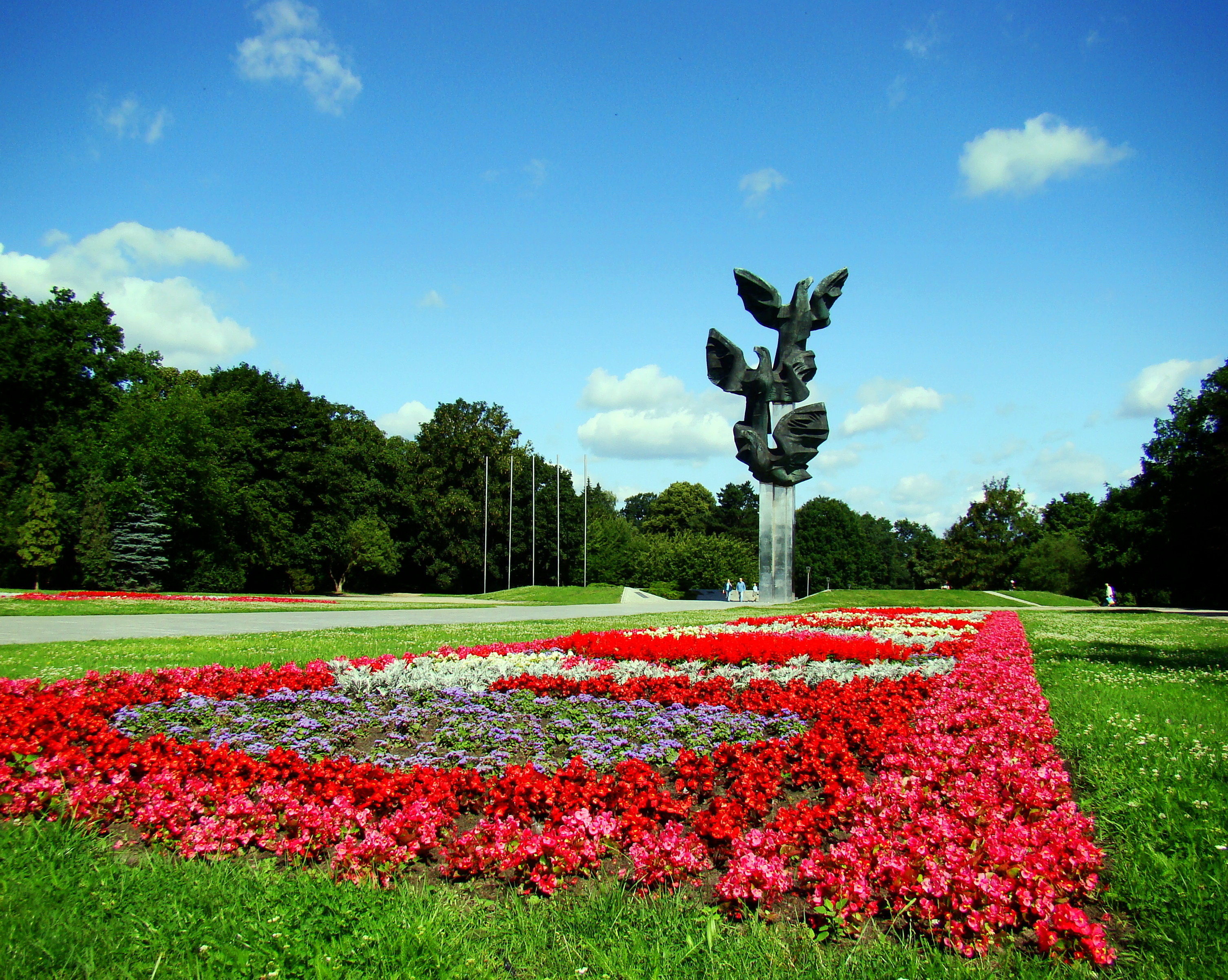
Parque de Kasprowicz
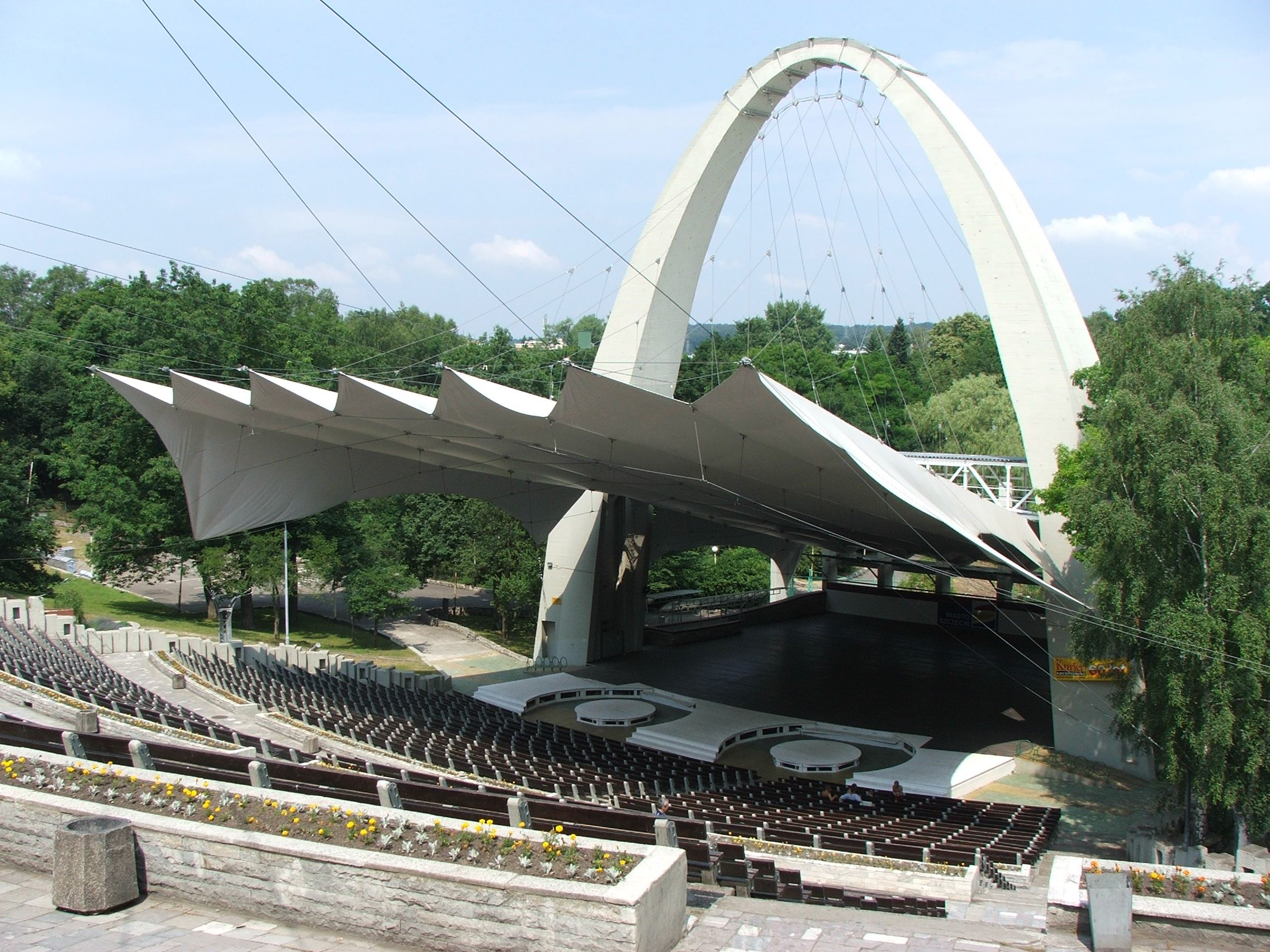
Teatro de Verão
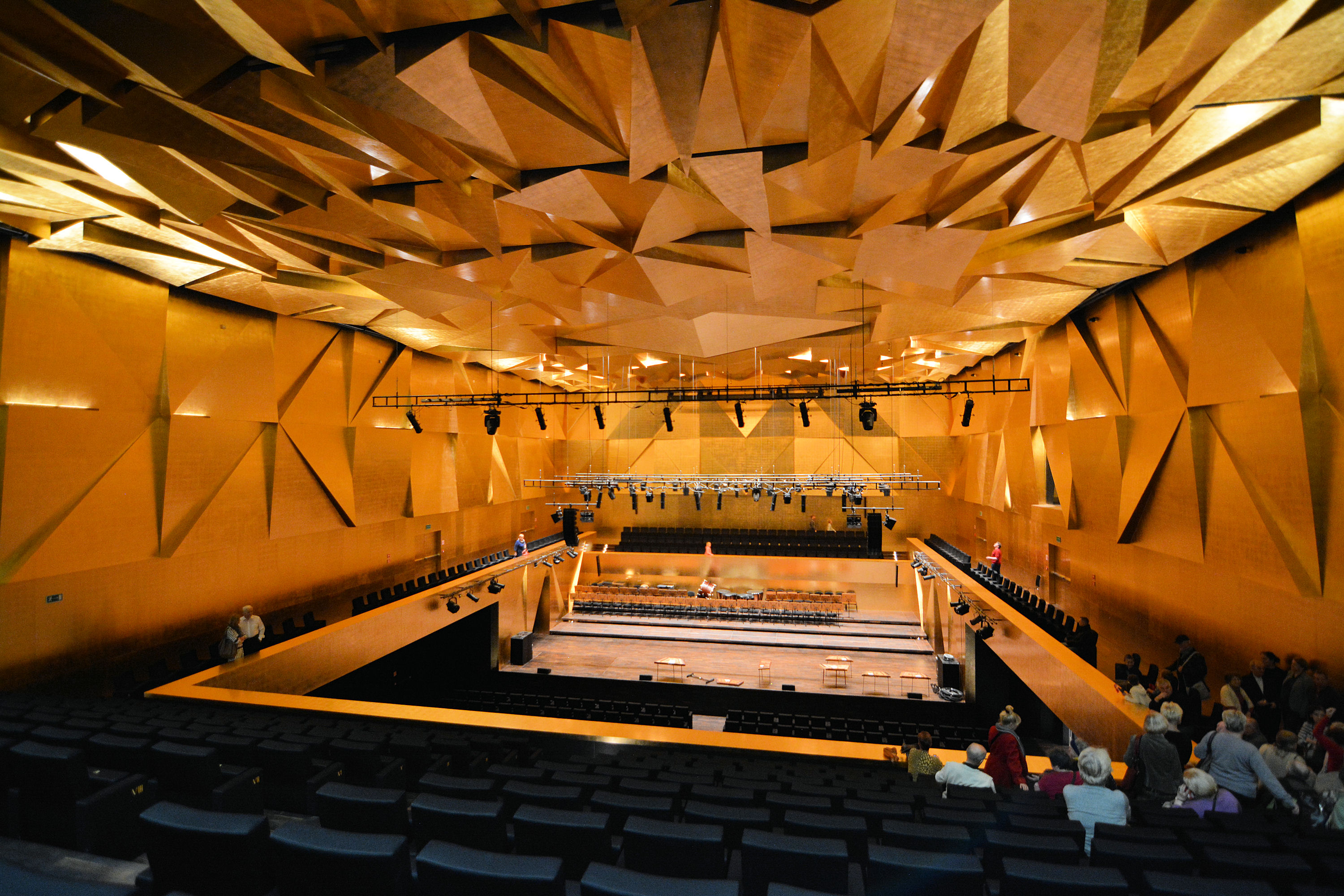
Filarmónica de Estetino
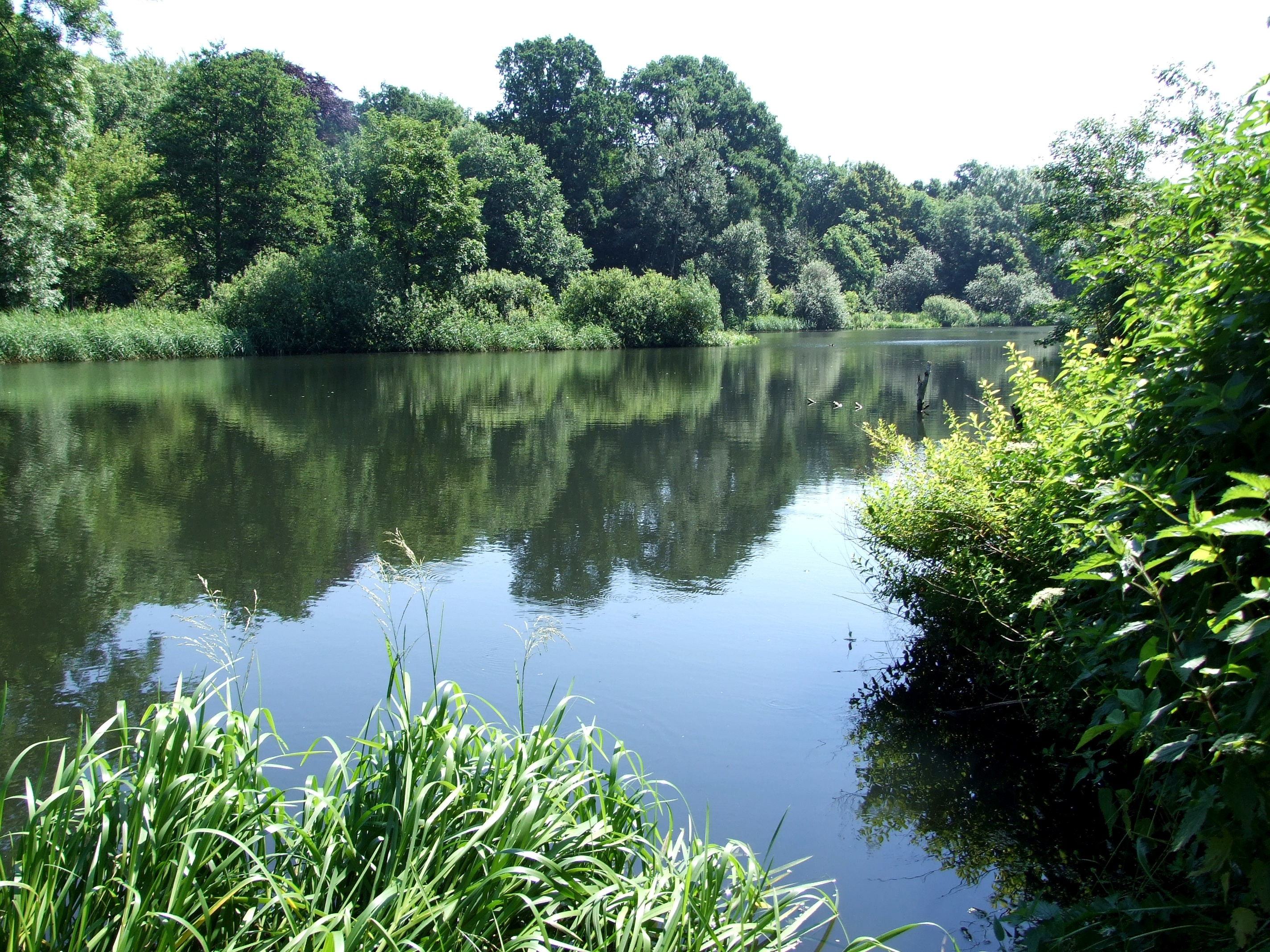
Parque Arkoński
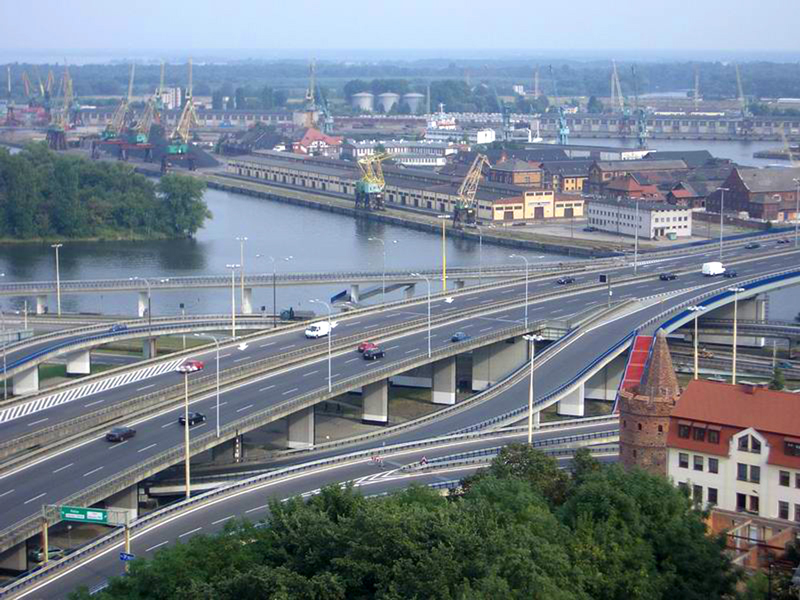
Panorama do porto de Estetino

## Transporte
A cidade tem um porto do rio e do mar. Estetino possui uma conexão ferroviária direta com as principais cidades polacas: Gdynia, Gedano, Posnânia, Varsóvia, Lodzia, Cracóvia, Katowice e Breslávia e também cidades costeiras Świnoujście e Colberga. As ligações ferroviárias à Alemanha são Berlim e Lubeque. Estetino fica a cerca de 40 km do aeroporto internacional Szczecin-Goleniów (Aeroporto "Solidariedade" de Estetino). A rodovia leva a Berlim e Lubeque e a estrada expressa para Goleniów, Świnoujście, Stargard, Gorzów Wielkopolski e Zielona Góra. A cidade tem mais de 10 linhas de bonde. Szczecin tem uma rede comum de ônibus com a cidade Police. Por alguns anos, uma bicicleta da cidade está disponível para qualquer pessoa que se inscreva no sistema da cidade Szczeciński Rower Miejski Bike_S.

## Esporte
O clube mais famoso da cidade é Pogoń Szczecin, duas vezes vice-campeão polonês de futebol e três vezes finalista da Copa da Polônia de futebol.

## Cidades-irmãs
Estetino possui as seguintes cidades-irmãs:
- Alemanha - Bremerhaven
- China - Dalian
- Reino Unido - Kingston upon Hull
- Suécia - Malmö
- Rússia - Murmansk
- Estados Unidos - St. Louis